# Het lammetje en het visje
Het lammetje en het visje is een sprookje uit Kinder- und Hausmärchen met volgnummer KHM141, opgetekend door de gebroeders Grimm. De oorspronkelijke naam is Das Lämmchen und Fischchen.

## Het verhaal
Twee weesjes houden van elkaar. De stiefmoeder houdt niet van het broertje en zusje en ziet hen op een dag buiten spelen. Ze zingen een aftelversje en de stiefmoeder verandert hen met toverkunst in dieren. Als vis en lammetje gaan de kinderen weg, maar het lammetje eet niks. De stiefmoeder vertelt de kok over een lammetje en deze wil het dier slachten. Maar het visje uit de vijver is meegezwommen naar de keuken en kijkt naar het zusje op. De dieren praten tegen elkaar en de kok verdenkt de heks. Hij brengt het lammetje naar een goede boerin en zij heeft het zusje vroeger gevoed. De wijze vrouw spreekt een zegen uit en het lammetje en visje krijgen hun normale uiterlijk terug. Ze brengt de kinderen naar een huisje in een groot bos en daar leven ze eenzaam, maar gelukkig.

## Achtergronden bij het sprookje
- Het sprookje komt uit Lippe, het eerste aftelversje was in dialect opgetekend.
- De gebroeders Grimm denken dat dit sprookje niet af is, de stiefmoeder wil het visje laten doden door de kok, de vader hoort alles en straft.
- Een mens omgetoverd als dier komt voor in bijvoorbeeld De kikkerkoning (KHM1), De twaalf broeders (KHM9), Broertje en zusje (KHM11), De drie mannetjes in het bos (KHM13), De drie veren (KHM63), De gauwdief en zijn meester (KHM93), De groente-ezel (KHM122), De ijzeren kachel (KHM127), Sneeuwwitje en Rozerood (KHM161), Het boshuis (KHM169) en De kristallen bol (KHM197).
- Het dier als helper komt in heel veel sprookjes voor;
  - drie raven in De trouwe Johannes (KHM6)
  - een beer in De twee gebroeders (KHM60)
  - een bij in De bijenkoningin (KHM62) en De twee reisgezellen (KHM107)
  - duiven in Assepoester (KHM21), De drie talen (KHM33) en De oude vrouw in het bos (KHM123)
  - een eend in Hans en Grietje (KHM15), De bijenkoningin (KHM62) en De twee reisgezellen (KHM107)
  - een geit in Eenoogje, tweeoogje en drieoogje (KHM130)
  - een haan in De drie gelukskinderen (KHM70)
  - een haas in De twee gebroeders (KHM60)
  - een hond in De drie talen (KHM33) en De oude Sultan (KHM48)
  - een kat in De drie gelukskinderen (KHM70) en De arme molenaarsknecht en het katje (KHM106)
  - een leeuw in De twee gebroeders (KHM60), De twaalf jagers (KHM67) en De koningszoon die nergens bang voor was (KHM121)
  - mieren in De witte slang (KHM17) en De bijenkoningin (KHM62)
  - een ooievaar in De twee reisgezellen (KHM107)
  - een paard in De ganzenhoedster (KHM89)
  - een pad in De drie veren (KHM63) en De ijzeren kachel (KHM127)
  - een raaf in De witte slang (KHM17) en Het boerke (KHM61)
  - een schimmel in Fernand getrouw en Fernand ontrouw (KHM126)
  - een slang in De drie slangenbladeren (KHM16) en De witte slang (KHM17)
  - een veulen in De twee reisgezellen (KHM107)
  - een vis in De witte slang (KHM17), Van de visser en zijn vrouw (KHM19), De goudkinderen (KHM85), Fernand getrouw en Fernand ontrouw (KHM126) en Het zeehaasje (KHM191)
  - een vogel in Assepoester (KHM21), De drie talen (KHM33) en De roverbruidegom (KHM40)
  - een vos in De gouden vogel (KHM57), De twee gebroeders (KHM60) en Het zeehaasje (KHM191)
  - een wolf in De oude Sultan (KHM48) en De twee gebroeders (KHM60)
- Vergelijk De witte en de zwarte bruid (KHM135).
- Broer en zus staan voor het mannelijke (handelende, verstandige) en vrouwelijke (gevoelsmatige, intuïtive) in de mens, de anima en animus (ziel en geest). Er zijn veel sprookjes over een broertje en een zusje, bijvoorbeeld Broertje en zusje (KHM11), waarin het broertje in een ree verandert.